# Haptolana belizana
Haptolana belizana is een pissebed uit de familie Cirolanidae. De wetenschappelijke naam van de soort is voor het eerst geldig gepubliceerd in 1997 door Botosanenau & Iliffe.